# 데이비드 포스터 월리스
데이비드 포스터 월리스(David Foster Wallace, 1962년 2월 21일 ~ 2008년 9월 12일)는 미국의 작가이자 포모나 대학교 교수였다. 1996년 작품 Infinite Jest가 잘 알려져 있으며, 타임지가 선정한 '1923년부터 2005년까지의 영어 소설 100선'에 뽑히기도 했다.

## 같이 보기
- 포스트모던 문학